# 圖爾奈區
圖爾奈區（法語：Arrondissement de Tournai）是比利時瓦隆大区埃諾省的一个旧区。該旧區曾轄下10個市鎮，面積607.52平方公里，2017年人口為146910人。2019年，该区与穆斯克龙区合并为图尔奈-穆斯克龙区。

## 市鎮
圖爾奈區曾下辖以下市鎮：
- 昂图万（Antoing）
- 布吕讷欧（Brunehaut）
- 塞勒（Celles）
- 埃坦皮（Estaimpuis）
- 勒兹昂埃诺（Leuze-en-Hainaut）
- 蒙德朗克吕（Mont-de-l'Enclus）
- 佩克（Pecq）
- 佩尔韦（Péruwelz）
- 吕姆（Rumes）
- 图尔奈（Tournai）